# Julián Yuste
Julián Yuste Sánchez-Cruzado (Pedro Muñoz, 1946-ibid. 21 de noviembre de 2022) fue un político español. Fue alcalde de Rentería de marzo a julio de 1976, ya que presentó su dimisión debido a una dura actuación de la Guardia Civil en una manifestación celebrada en Galtzaraborda para reclamar mejoras en el saneamiento de los barrios altos de la villa.
Además, fue elegido juntero electo del PNV en las elecciones a Juntas Generales de 1979, y en las elecciones de 1983 fue escogido Procurador a Juntas Generales en la comarca Bidasoa-Oiartzun. 
En las elecciones municipales de 1987 Yuste accedió al acta de concejal a través de la lista de EA, cargó del cual dimitió un año después, habiendo sido durante su mandato portavoz de EA y titular de la comisión informativa de urbanismo.